# Измайловское сельское поселение
Изма́йловское се́льское поселе́ние — муниципальное образование в Кизильском районе Челябинской области Российской Федерации. В рамках административно-территориального устройства муниципальное образование  соответствует административно-территориальной единице Измайловский сельсовет.
Административный центр — посёлок Измайловский.

## История
Статус и границы сельского поселения установлены Законом Челябинской области от 17 сентября 2004 года № 276-ЗО «О статусе и границах Кизильского муниципального района и сельских поселений в его составе»

## Население
| 2002  | 2010  | 2011  | 2012  | 2013  | 2014  | 2015  |
| ----- | ----- | ----- | ----- | ----- | ----- | ----- |
| 2164  | ↘1827 | ↘1825 | ↘1779 | ↘1748 | ↘1685 | ↘1619 |
| 2016  | 2017  | 2018  | 2019  | 2020  | 2021  |       |
| ↘1576 | ↘1511 | ↘1481 | ↘1443 | ↘1413 | ↗1619 |       |

## Состав сельского поселения
| № | Населённый пункт   | Тип населённого пункта          | Население |
| - | ------------------ | ------------------------------- | --------- |
| 1 | Александровский    | посёлок                         | ↘109      |
| 2 | Ерлыгас            | посёлок                         | ↘113      |
| 3 | Измайловский       | посёлок, административный центр | ↘1221     |
| 4 | Новый Кондуровский | посёлок                         | ↘236      |
| 5 | Целинный           | посёлок                         | ↘148      |